# Silvio Accame
Silvio Accame (Pietra Ligure, Liguria; 22 de diciembre de 1910-Frascati, Lacio; 10 de noviembre de 1997) fue un historiador italiano.

## Biografía
Alumno de Gaetano De Sanctis, se graduó en la Universidad de Roma. Desde 1948 hasta 1968, enseñó historia griega en la Universidad de Nápoles y entre 1968 y 1975 historia de Roma en la capital italiana. De 1983 a 1991, fue presidente de la Academia Pontificia de Arqueología.
Fue el autor de importantes ensayos sobre la historia griega y el estudio de la Biblia.

## Obra
- 1941 – La lega ateniese del secolo IV a.C. (La Liga de Atenas del siglo IV a. C.)
- 1943 – Il problema storiografico nell'ora presente. (La cuestión historiográfica en la actualidad)
- 1953 – Problemi di storia greca. (Los problemas de la historia griega)
- 1968 – L'istituzione dell'Eucarestia. (La creación de la Eucaristía)
- 1976 – La storicità della Bibbia. (La historicidad de la Biblia)
- 1979 – Perché la storia. (Debido a la historia)